# ジュール・アンドラード
ジュール・フレデリック・シャルル・アンドラード（仏: Jules Frédéric Charles Andrade、1857年9月4日 - 1933年2月25日
）は、フランスの物理学者、数学者、時計学者。1917年にポンスレ賞を受賞した。

## 経歴
エコール・ポリテクニーク卒業後、陸軍に砲兵として従事し、その後レンヌ大学、モンペリエ大学で教授となった。1899年6月3日、ドレフュス事件裁判にてアルフレド・ドレフュスの専門家証人を務めた。26歳でフランシュ＝コンテ大学の時計学研究所（Institut de Chronométrie）教授に任命された。アンドラードの研究には、機械式時計に関連するものもある。
国際数学者会議では、1897年のチューリッヒ会議、1904年のハイデルベルク会議、1908年のローマ会議、1924年のトロント会議の延べ4回の招待講演歴がある。

## 作品
- Chronométrie (1908)
- Le mouvement, les mesures du temps et de l'étendue (1911)
- Les organes réglants des chronomètres (1920)
- Horlogerie et chronométrie (1924)
- Mécanique Physique, Nabu Press,  2010年再販, ISBN 978-1148526980
- Leçons de Mécanique Physique, Nabu Press, 2010年再販, ISBN 978-1142270735
- La géometrie naturelle en deux livres